# مامي غومر
ماري ويلا «مامي» غومر (بالإنجليزية: Mary Willa "Mamie" Gummer)‏ هي ممثلة أمريكية. معروفة بدورها كإيميلي أوينز في المسلسل التلفزيوني الطبيبية إميلي أوينز.

## روابط خارجية
- مامي غومر على موقع IMDb (الإنجليزية)
- مامي غومر على موقع روتن توميتوز (الإنجليزية)
- مامي غومر على موقع ألو سيني (الفرنسية)
- مامي غومر على موقع أول موفي (الإنجليزية)
- مامي غومر على موقع قاعدة بيانات برودواي على الإنترنت (الإنجليزية)
- مامي غومر على موقع قاعدة بيانات الأفلام السويدية (السويدية)
- مامي غومر على موقع إن إن دي بي (الإنجليزية)
- مامي غومر على موقع قاعدة بيانات الفيلم (الإنجليزية)
- مامي غومر على موقع كينوبويسك (الروسية)
- Backstage.com
- PaperMag
- Broadway.com